# Сорочі Лози
Соро́чі Ло́зи —  село в Україні, в Львівському районі Львівської області. Населення становить 100 осіб. Орган місцевого самоврядування - Рава-Руська міська рада.

## Історія
До 1940 року Сорочі Лози були присілком села Дев'ятир.